# Ulica św. Doroty we Wrocławiu
Ulica św. Doroty – ulica położona we Wrocławiu na Starym Mieście. Łączy ulicę Kazimierza Wielkiego z ulicą Heleny Modrzejewskiej i placem Wolności. Ma 157 m długości. W pierzejach ulicy znajdują się między innymi takie obiekty zabytkowe jak Pałac Selderów, Kościół św. Stanisława, św. Doroty i św. Wacława we Wrocławiu, Hotel Monopol i inne.

## Historia
Pierwotnie ulica łączyła Rynek z kościołem św. Stanisława, Wacława i Doroty przy obecnym placu Franciszkańskim, który zbudowany został po 1351 r., dzięki ufundowaniu przez przebywającego w mieście cesarza Karola IV, w miejscu rozległej posesji położonej przy ulicy Świdnickiej 20, a sam plac stanowił jej wewnętrzny dziedziniec. Pierwszy jej odcinek powstał około 1242 r. wtórnie do planu lokacyjnego jako pomocniczy ciąg komunikacyjny. Przecinał on południową pierzeję Rynku i łączył się z ulicą Ofiar Oświęcimskich. Kolejny odcinek w kierunku południowym powstał w 1356 i przecinał Czarną Oławę, nad którą przerzucono most (określany też jako mostek, lichy mostek). Przypuszcza się, że istniał już wtedy odcinek od obecnego Kazimierza Wielkiego do współczesnego placu Franciszkańskiego i wybudowanego przy nim kościoła, a wspomniany odcinek stanowił domknięcie układu ulicy. O istnieniu przejazdu między posesjami przy Rynku numery 18 i 19 istnieje potwierdzenie z 1466 r. Do końca XV wieku nazwa „uliczka św. Doroty dotyczyła tylko tego odcinka zagospodarowanego posesjami.
Współcześnie istnieje jedynie odcinek końcowy ulicy od ulicy Kazimierza Wielkiego do placu Franciszkańskiego, przedłużony w 1890 r. do ulicy Haliny Modrzejewskiej. Bieg dawnej ulicy został przerwany poprzez zabudowę między innymi budynkiem ZETO Wrocław przy ulicy Ofiar Oświęcimskich 7/13 zbudowanym w 1969 r. i szeroką arterią – trasą WZ (ulica Kazimierza Wielkiego). Zachowały się przejścia bramowe i ciąg pieszy od Rynku od ulicy Ofiar Oświęcimskich, które obecnie stanowią część Zaułku Jerzego Grotowskiego – biegnącego także w poprzek śródrynkowej zabudowy (centrum Rynku z Ratuszem – dawny tret), przecinającego Sukiennice, Przejście Żelaźnicze i Garncarskie, wcześniejsza nazwa: Przejście Poprzeczne. Postuluje się także odtworzenie, w formie ciągu pieszego, odcinka pomiędzy ulicą Ofiar Oświęcimskich a ulicą Kazimierza Wielkiego.
Należy także zaznaczyć, że historycznie ciąg komunikacyjny obejmujący ulicę Więzienną, Przejście Poprzeczne (współcześnie Zaułek Jerzego Grotowskiego), i ulicę Św. Doroty stanowił tzw. Przejście Pokutnicze.

## Nazwy
W swojej historii ulica nosiła następujące nazwy:
- Szubiennicza, odcinek od Rynku do ulicy Ofiar Oświęcimskich[6][8]
- Dorotheengassee, do 1945 r.[6][19]; także w odniesieniu do odcinka przy Rynku – Przejście św. Doroty[6]
- św. Doroty, od 1945 r.[1][6][19].

Nazwy tej ulicy nawiązywały do kościoła pod wezwaniem św. Doroty wybudowanego przy tej ulicy. Nazwę Szubieniczna łączono z drogą prowadzenia skazańców do miejsca kaźni (ulica stanowiła fragment tzw. Przejścia Pokutnicznego). Współczesna nazwa ulicy została nadana przez Zarząd Miejski i ogłoszona w okólniku nr 60 z 21.09.1945 r. oraz nr 76 z 19.10.1945 r.. 

## Układ drogowy
Do ulicy przypisana jest droga gminna numer 105066D o długości 157 m klasy dojazdowej położona na działkach o łącznej powierzchni 757 m2. Ulica biegnie od ulicy Kazimierza Wielkiego do ulicy Heleny Modrzejewskiej i placu Wolności.
Ulice powiązane z ulicą św. Doroty:
- skrzyżowanie: ul. Kazimierza Wielkiego[1][22], torowisko tramwajowe w wydzielonym pasie rozdzielającym[23]
- skrzyżowanie: ul. Franciszkańska[24]
- skrzyżowania i plac: ul. Franciszkański[25]
- skrzyżowanie: 
  - ul. H. Modrzejewskiej[1][26]
  - pl. Wolności[3]
  - droga wewnętrzna – parking.

## Zabudowa i zagospodarowanie
Przy północnym odcinku od ulicy Kazimierza Wielkiego do ulicy Franciszkańskiej posadowione są po obu jej stronach kamienice z fasadami wejściowymi skierowanymi ku ulicy Kazimierza Wielkiego, oraz połączonymi z tymi budynkami oficynami biegnącymi wzdłuż opisywanej ulicy. Budynki połączone są w pierzei ulicy Kazimierza Wielkiego zachowanym łękiem nad jezdnią ulicy. Dalej po stronie wschodniej znajduje się boisko i szkoła położona przy placu Franciszkańskim, natomiast po stronie zachodniej teren przeznaczony pod zabudowę.
Kolejny odcinek ulicy biegnie wzdłuż placu Franciszkańskiego. Tutaj po stronie wschodniej położony jest w ramach placu niewielki skwer, a po stronie zachodniej Kościół św. Stanisława, św. Doroty i św. Wacława. Natomiast odcinek ulicy od placu Franciszkańskiego od ulicy Heleny Modrzejewskiej zagospodarowany jest po stronie wschodniej niewielkim terenem zieleni przynależnym do budynku parafii św. Stanisława, św. Doroty i św. Wacława, a po stronie zachodniej Hotelu Monopol.
Ulica położona jest w obszarze znajdującym się na wysokości bezwzględnej pomiędzy 118 a 119 m n.p.m.. Jest on objęty rejonem statystycznym nr 933060, w którym gęstość zaludnienia wynosiła 5692 osób/km² przy 651 osobach zameldowanych (według stanu na dzień 31.12.2018 r.).

## Ochrona i zabytki
Obszar, na którym położona jest ulica św. Doroty, podlega ochronie w ramach zespołu urbanistycznego Starego Miasta z XIII–XIX wieku, wpisanego do rejestru zabytków pod nr. rej.: 196 z 15.02.1962 oraz A/1580/212 z 12.05.1967 r.. Inną formą ochrony tych obszarów jest ustanowienie historycznego centrum miasta, w nieco szerszym obszarowo zakresie niż wyżej wskazany zespół urbanistyczny, jako pomnik historii  . Samo miasto włączyło ten obszar jako cenny i wymagający ochrony do Parku Kulturowego "Stare Miasto", który zakłada ochronę krajobrazu kulturowego oraz uporządkowanie, zachowanie i właściwe kształtowanie krajobrazu kulturowego oraz historycznego charakteru najstarszej części miasta .
Przy ulicy i w najbliższym sąsiedztwie znajdują się następujące zabytki:
| obiekt, położenie | powstanie, nr rej. | fotografia |
| --- | --- | ---------- |
| pierzeja wschodnia | |            |
| Pałac Selderów, następnie siedziba firm "Wollf" i "Kretschmer", obecnie Klub Lekarza, towarzystwa ubezpieczeniowe ulica Kazimierza Wielkiego 45                                            | około 1730 r., rekonstrukcja lata 1960-1962; 2013 r. A/4023/61 z dnia 25.01.1962 r. |            |
| Oficyna pałacowa, obecnie budynek mieszkalny ulica Kazimierza Wielkiego 45 | prawdopodobnie XVIII wiek, około 1880 r., lata 60. XX wieku, 2013 r. gez, mpzp |            |
| Szkoła, obecnie Niepubliczna Szkoła Podstawowa Sióstr Salezjanek plac Franciszkański 1/3                                                                                                   | 1899 r. gez, mpzp |            |
| Duszpasterstwo parafii św. Doroty, obecnie parafii św. Stanisława, Doroty i Wacława ulica Hanny Modrzejewskiej 3                                                                           | projekt 1895 r. gez, mpzp |            |
| strona zachodnia | |            |
| Kamienica, obecnie budynek biurowo-usługowy ulica Kazimierza Wielkiego 47 | prawdopodobnie XVIII wiek, około 1860 r., lata 60. XX wieku A/4024/358/Wm z dnia 04.08.1977 r. |            |
| Oficyna kamienicy, obecnie budynek mieszkalny ulica Kazimierza Wielkiego 47 | około 1860 r., lata 60. XX wieku gez, mpzp |            |
| Kościół klasztorny Augustianów Eremitów, następnie Franciszkanów, obecnie parafialny Kościół św. Stanisława, św. Doroty i św. Wacława we Wrocławiu ulica Świdnicka 31 (pl. Franciszkański) | lata 1351-1381, 3 ćwiartka XV wieku, 2 połowa XVII wieku, lata 1720-1730, II połowa XIX wieku, lata 1945-1947, 1968-1976, 2002-2003 (1351 r. - XVIII wiek) 14 z 27.11.1947 r. oraz A/292/90 z dnia 12.02.1962 r. |            |
| Hotel "Monopol" (od 1899 r. połączony z domem handlowym Kaufhaus Rudolf Mosse) ulica Hanny Modrzejewskiej 2 (hotel), ulica Świdnicka 33 (dawny dom handlowy)                               | 1892 r. (projekt Karl Grosser – dom handlowy), odbudowa 1961 r.; lata 1893-1895 (projekt Brost und Grosser – hotel), 1899 r. (połączony z domem handlowym), 1909 r. modernizacja wnętrz, 1937 r., po 1945 r., lata 2007-2009 (remont) lata 1890-1892, 1905 r. 259/431/Wm z dnia 16.03.1984 r. i z dnia 28.12.2000 r. |            |